# Elektronski neutrino
Elektronski neutrino ({\displaystyle \nu }e) je jedan od tri vrste neutrina. Smatra se elementarnom česticom iz skupine fermiona. Zajedno s elektronom čini prvu generaciju leptona po kojem je i dobio pridjev "elektronski". Prvi ga je teorijski predvidio Wolfgang Pauli 1930. kako bi se održali zakoni očuvanja količine gibanja i očuvanja energije u beta raspadu. Antičestica elektronskom neutrinu je elektronski antineutrino ({\displaystyle {\overline {\nu }}_{e}}) koji u biti nastaje pri beta raspadu:
- n0 → p+ + e− + {\displaystyle {\overline {\nu }}_{e}^{0}}

Otkrio ga je 1956. godine tim kojeg su vodili Clyde Cowan i Frederick Reines.